# Бебербеки
Бебербеки (латыш. Beberbeķi) — микрорайон в Земгальском предместье Риги.

## Описание
Главной улицей является улица Бебербекю, получившая название в 1910 году. Первоначально трасса проходила без перерывов от улицы Слокас до окраины района, обозначая городскую границу. Позднее в связи со строительством магистралей и железнодорожных путей улица была разделена на отдельные участки. Девять улиц в 1926 году получили наименования «Бебербекских линий».
Характер застройки отличается значительной неоднородностью: наряду с мелкими садовыми участками и скромными постройками для постоянного проживания располагаются крупные двухэтажные частные дома с благоустроенными участками. В последние годы наблюдается интенсификация пригородного частного строительства.
Градостроительные перспективы района отмечал архитектор Арнольд Ламзе, который в 1930-е годы указывал на преимущества территории для жилищного строительства высокого качества.
Несмотря на близость аэропорта, район сохраняет привлекательность для проживания.
В 1979 году построен тепличный комплекс предприятия «Рижский цветок», где культивировалось свыше 40 сортов цветочных растений, а также выращивались саженцы древесно-кустарниковых пород. В настоящее время от промышленных сооружений сохранились только руины.

## Бебербекский природный парк
К району примыкает Бебербекский природный парк, административно относящийся к Бабитскому краю. Основан в 1977 году с целью сохранения масива дюнных лесов. Находится в зелёной зоне Риги и имеет санитарно-гигиеническое значение.

### Бебербекское мельничное озеро
Бебербекское мельничное озеро находится на територрии Бебербекского природного парка. Имеет рекреационное значение.